# The Dukes of Hazzard (film)
The Dukes of Hazzard is een Amerikaanse actie/komische film uit 2005. De film is gebaseerd op de gelijknamige televisieserie, The Dukes of Hazzard, uit de jaren 80 van de 20e eeuw. De film werd geregisseerd door Jay Chandrasekhar. Hoofdrollen worden vertolkt door Johnny Knoxville, Jessica Simpson en Seann William Scott
De film kreeg in 2007 een vervolg getiteld The Dukes of Hazzard: The Beginning.

## Verhaal
De film speelt zich af in Hazzard County, en draait om de neven Bo en Luke Duke. Ze runnen een handeltje in zelfgemaakte sterkedrank voor hun oom Jesse, samen met hun nichtje Daisy. Hun voornaamste vorm van transport is een oranje Dodge Charger uit 1969, bijgenaamd de General Lee. De familie Duke is al jaren een doorn in het oog van de politie van Hazzard, en van de County Commissioner Boss Hogg.
Door toedoen van Boss Hogg en Sheriff Rosco Coltrane verliezen de Dukes hun boerderij, en moeten intrekken bij hun buren. Gelukkig voor hen is hun buurvrouw, Pauline, een vriendin van oom Jesse. Pauline weet dat Rosco meer boerderijen in beslag heeft laten nemen. Wanneer Bo en Luke de zaak onderzoeken, ontdekken ze dat Boss Hogg recentelijk waardevolle grondstoffen heeft gevonden op het landgoed van al deze boerderijen en er spoedig een mijn wil openen. Officieel mogen de inwoners van Hazzard nog protest aantekenen tegen deze plannen, maar Boss Hogg heeft alles zo gepland dat de dag waarop dit protest kan worden ingediend samenvalt met een grote race in Hazzard. Daar iedereen afgeleid zal zijn door de race zal niemand op tijd bezwaar indienen en kan hij gerust zijn gang gaan. Om extra publiek te lokken heeft hij een beroemde racer, Billy Prickett, ingehuurd om deel te nemen. Bo en Luke worden opgesloten in de gevangenis, maar Daisy helpt hen ontsnappen.
Rosco gijzelt Jesse en Pauline om de Dukes bezig te houden. Bo en Luke zorgen voor een afleiding terwijl Daisy en automonteur Cooter Jesse en Pauline reden. Bo gaat naar de race om de bevolking te waarschuwen terwijl Luke en Jesse de politie afleiden. Bo komt met de General Lee het parcours opgereden en neemt zo onbedoeld deel aan de race. Hij wint, en kan nadien eindelijk de bevolking waarschuwen. Iedereen haast zich naar het gemeentehuis om bezwaar in te dienen tegen de mijnbouw. De gouverneur van Georgia, die ook aanwezig was bij de race, vergeeft de Dukes al hun misdaden en schenkt ze hun boerderij terug.

## Rolverdeling
| Acteur              | Personage                        |
| ------------------- | -------------------------------- |
| Johnny Knoxville    | Lucas "Luke" Duke                |
| Seann William Scott | Beauregard "Bo" Duke             |
| Jessica Simpson     | Daisy Duke                       |
| Burt Reynolds       | Jefferson Davis "Boss J.D." Hogg |
| Willie Nelson       | Jesse Duke                       |
| David Koechner      | Cooter Davenport                 |
| M.C. Gainey         | Sheriff Rosco P. Coltrane        |
| Lynda Carter        | Pauline                          |
| James Roday         | Billy Prickett                   |
| Michael Weston      | Deputy Enos Strate               |
| Kevin Heffernan     | Derek "Sheev" Sheevington        |
| Nikki Griffin       | Katie-Lynn Johnson               |
| Jacqui Maxwell      | Annette                          |
| Alice Greczyn       | Laurie Pullman                   |
| Junior Brown        | The Balladeer (verteller)        |

## Achtergrond

### Productie
De film werd grotendeels opgenomen in en rond Clinton, in Louisiana. De scènes in Atlanta werden in werkelijkheid gefilmd in New Orleans, en de universiteitscènes op de Louisiana State University.

### Ontvangst
The Dukes of Hazzard was tijdens het weekend van de première de film met de hoogste opbrengst. Wereldwijd bracht de film in totaal 110.5 miljoen dollar op.
Qua reacties was de film echter geen succes. De film kreeg slechts 14% aan positieve reacties op Rotten Tomatoes. Richard Roeper omschreef de film als de slechtste film van 2005. Ben Jones, die in de televisieserie de rol van Cooter vertolkte, bekritiseerde de film omdat naar zijn mening de nadruk te sterk lag op seksuele beelden. Hij riep fans van de serie dan ook op de film te boycotten. Ook andere critici kwamen met deze conclusie.
John Schneider, die in de originele serie de rol van Bo vertolkte, was eveneens niet te spreken over de film.

### Filmmuziek
Voor de film nam Jessica Simpson haar eigen versie op van het nummer "These Boots Are Made for Walkin'". De cover werd mede geproduceerd door Jimmy Jam en Terry Lewis, en uitgebracht als single naast het album in 2005.

## Prijzen en nominaties
Tijdens de Golden Raspberry Awards 2005 werd The Dukes of Hazzard genomineerd voor zeven prijzen, maar won er geen:
- Slechtste film
- Slechtste mannelijke bijrol (Burt Reynolds)
- Slechtste vrouwelijke bijrol (Jessica Simpson)
- Slechtste regisseur (Jay Chandrasekhar)
- Slechtste schermkoppel (Jessica Simpson & haar Daisy Dukes)
- Slechtste scenario (John O'Brien)
- Slechtste remake of vervolg

Tijdens de People's Choice Awards won Jessica Simpson in de categorie "Favorite Song from a Movie".
De film werd genomineerd voor twee MTV Movie Awards, waaronder beste schermduo (Johnny Knoxville, Sean William Scott & Jessica Simpson), en Sexiest Performance (Jessica Simpson).
Jessica Simpson won de Choice Breakout Female award voor haar rol in de film tijdens de Teen Choice Awards.